# Bruno Saavedra
Bruno Saavedra (Itamaraju, 12 de fevereiro de 1987), nome artístico de Uilson Almeida Silva, é um artista visual luso-brasileiro, radicado em Portugal desde 2004.

## Biografia
Desde os oito anos, desenvolveu um amor pela fotografia, influenciado de forma indireta pela sua avó materna, que lhe mostrava negativos, monóculos e fotos antigas da família durante as noites.
Trabalha como fotógrafo freelancer desde 2015, tendo exposto os seus trabalhos em vários locais pelo mundo, incluindo Portugal, Austrália, Brasil, Macau e Alemanha. A fotografia de Saavedra transcende o documental, o conceptual e o autoral, apresentando-se quase subliminarmente, com muita autenticidade, emoção e respeito pelo fotografado.
Com o tempo, a sua obsessão em documentar os aspetos simples da vida tornou-se evidente. A identidade, a intimidade, as questões culturais e sociais, bem como a memória coletiva, são temas predominantes na sua obra, parte da qual pertence a colecionadores privados e institucionais.

## Formação e experiência profissional
Em 2005, começou a sua carreira como assistente do fotógrafo Alberto Silva, durante as festas da cidade de Almeirim, em Portugal. Residiu em Macau, na China, de 2011 a 2014, onde participou em várias atividades artísticas de animação sociocultural, produção e teatro, na associação Casa de Portugal.
Também em Macau, iniciou os seus estudos em fotografia com António Duarte Mil-Homens, corria o ano de 2012. De volta a Portugal, concluiu um curso de maquilhagem na Lisboa Make-Up School em 2014 e prosseguiu os seus estudos fotográficos na Restart – Instituto de Criatividade, Artes e Novas Tecnologias entre 2015 e 2016.
Em abril de 2015, criou a conceção do espetáculo de Fado "Gosto da Parreirinha – Homenagem à fadista Argentina Santos", que foi apresentado no Centro Cultural de Belém. Participou no workshop de fotografia gastronómica com Jorge Simão em 2016 e no 5.º Workshop de Narrativas Fotográficas do Intendente, com Pauliana Valente Pimentel entre 2016 e 2017.
Foi assistente de Steve McCurry numa sessão fotográfica em Alfama, onde capturou imagens do elenco da casa de Fados Parreirinha de Alfama e do cantor Jorge Palma em 2017. Frequentou o curso da Escola Informal de Fotografia com Susana Paiva em 2018 e o Curso Avançado de Fotografia do Ar.Co entre 2018 e 2019.
Participou num workshop de fotografia de rua, em 2019, promovido pelo espaço Valsa e ministrado por Gustavo Minas, conceituado fotógrafo brasileiro.
Em 2020, assistiu ao workshop "Construindo um documentário", lecionado pelo realizador Dewis Caldas e promovido pelo espaço Valsa. Nesse mesmo ano, trabalhou como fotógrafo de cena e realizou pesquisas de conteúdo para a série documental "Puro Fado".
Mais recentemente, em 2022/2023, frequentou a 4.ª edição da Masterclass Narrativa, conduzida pelo fotógrafo Mário Cruz.

## Exposições

### A solo
- 2024 - "Ana", no m|i|mo - museu da imagemem movimento, em Leiria, Portugal. Com curadoria de Valter Vinagre.
- 2023 - "Ana", no espaço ATMOSFERA M, no Porto, Portugal. Com curadoria de Valter Vinagre.
- 2023 - "Para não dizerem que não falei das folhas", na Galeria Imago Lisboa, Portugal. Com curadoria de Pauliana Valente Pimentel.
- 2020 - "Esperança", com curadoria de Andreea Bikfalvi, na Associação Cana Blabu na Roça Agostinho Neto, em São Tomé e Príncipe[6]
- 2019 - "Made in China e China China, China, com curadoria de Sónia Figueiredo, na Galeria do Solar dos Zagallos, na Sobreda, Portugal
- 2019 - "Made in China", na Galeria da Fundação Rui Cunha em Macau, China[7]
- 2019 - "Na terra de Jacó", com curadoria de Sónia Figueiredo, na Galeria de Arte da Junta de Freguesia de Santa Maria Maior em Lisboa, Portugal[8]
- 2019 - "Esperança", com curadoria de Andreea Bikfalvi no espaço Misturado em Lisboa, Portugal
- 2018 – "Flavors", na Wentworth Galleries em Sydney, Austrália
- 2018 - "Possibility", no centro comercial UBBO na Amadora, Portugal
- 2018 - "Ana", com curadoria de Valter Vinagre, no Centro Cultural de Cascais, Portugal[9]
- 2017 - "Possibility", na Deleme Espaço Arte em Lisboa, Portugal
- 2017 - "Flavors", na Galeria Municipal de Artes de Cascais e Estoril, Portugal
- 2017 - "Flavors", na Galeria Municipal de Artes de Almada, Portugal
- 2017 - "Flavors", na Galeria de Artes da Restart em Lisboa, Portugal
- 2016 - "Flavors", na Galeria Municipal de Artes do Palácio Ribamar em Algés, Portugal
- 2016 - "Flavors", na Boutique da Cultura em Lisboa, Portugal[10]
- 2015 - "Flavors", na Galeria Municipal de Artes de Almeirim, Portugal[11]

### Coletivas
- 2024 - RETROSPECTIVA MASTERCLASS NARRTAIVA 2018 - 2024, no auditório Augusto Cabrita, no Barreiro em Portuga. Participou com o projeto "Quando o vi dançar pela última vez".
- 2024 - CORRENTE DE AR, em Lisboa, Portugal. Participou com duas fotografias do projeto "PARA NÃO DIZEREM QUE NÃO FALEI DAS FOLHAS".
- 2024 - MFA - Mostra de fotografia de autores, na fábrica da cerveja em Faro, Portugal. Participou com o projeto "PARA NÃO DIZEREM QUE NÃO FALEI DAS FOLHAS".
- 2023 - "50 anos - 50 retratos: Exposição fotográfica de 25 fotógrafos", pelas ruas de Almada, com curadoria da Narrativa[12]
- 2023 - CREÃTIÕNÊS : obras do acervo da freguesia em exposição, Galeria Santa Maria Maior
- 2023 - "Corrente de ar", Lisboa, Portugal
- 2023 - "XXIII Bienal de Artes Plásticas da Festa do Avante", no Seixal, Portugal.
- 2023 - "Quando o vi dançar pela última vez", no Espaço Narrativa, curadoria Mario Cruz, em Lisboa, Portugal[13]
- 2022 - "Who is IVVI? Memórias de uma transição", no Espaço Santa Catarina em Lisboa, Portugal
- 2022 - "One Shot Awrd", na BBA Gallery em Berlin, Alemanha
- 2021 - "XXII Bienal de Artes Plásticas da Festa do Avante", no Seixal, Portugal
- 2020 - "Revolução em Marcha", no Espaço Santa Catarina em Lisboa, Portugal
- 2020 - "Instanta'19", na Leica Gallery no Porto, Portugal
- 2020 - "Poster Mostra", na Rua do Açúcar em Marvila, Lisboa, Portugal
- 2019 - "XXI Bienal de Artes Plásticas da Festa do Avante", no Seixal, Portugal
- 2018 - "Festival It's Happening", Escola António Arroio em Lisboa, Portugal
- 2017 - "Made in China – 5.º Edição Narrativas fotográficas do Intendente", com curadoria de Pauliana Valente Pimentel na Casa Independente em Lisboa, Portugal[14]

## Livros publicados
- 2023 - "Quando o vi dançar pela última vez", livro de autor, exemplar único

- 2021 - "Para não dizerem que não falei das folhas", edição de autor, 100 exemplares, ISBN 978-98953-402-0-0

- 2020 - "Mas do nada que hoje sou", edição de autor, 100 exemplares, ISBN 978-98933-083-3-2

- 2019 - "Na terra de Jacó" (ESGOTADO), edição de autor, 100 exemplares, ISBN 978-98920-936-7-3

- 2018 - "Gosto da Parreirinha de Alfama", edição Museu do Fado, 500 exemplares, ISBN 978-98987-630-8-2

- 2018 - "A força do Pico - O que não agonia consola", edição Câmara Municipal da Madalena, 500 exemplares, ISBN 978-989-95847-3-0

- 2018 - "Ana" (ESGOTADO), edição de autor, 100 exemplares

- 2017 - "Flavors", edição de autor, 200 exemplares

- 2017 - "Segredos", catálogo exposição de cerâmica de Paulo Valentim, edição Casa de Portugal em Macau e Fundação Rui Cunha, 500 exemplares